# Gerd Böttger
Gerd Böttger (* 17. Dezember 1948 in Sangerhausen) ist ein deutscher Politiker (SED, PDS und Die Linke) und ehemaliger Abgeordneter im Landtag von Mecklenburg-Vorpommern.

## Leben
Gerd Böttger absolvierte ein Studium am Institut für Ingenieurpädagogen in Schwerin und später an der Akademie für Rechts- und Staatswissenschaft der DDR in Potsdam-Babelsberg mit Abschluss als Diplom-Staatswissenschaftler. Böttger gehörte der FDJ an und war Kreissekretär der Nationalen Front.

## Politik
Nach der Wende wurde er 1990 in die Stadtvertretung von Schwerin gewählt, der er seitdem angehört, zeitweise als Fraktionsvorsitzender seiner Partei.
Von 1994 bis 2002 gehörte er dem Landtag von Mecklenburg-Vorpommern an, er wurde 1994 und 1998 im Landtagswahlkreis Schwerin II direkt gewählt.
| Personendaten    | Personendaten                                |
| ---------------- | -------------------------------------------- |
| NAME             | Böttger, Gerd                                |
| KURZBESCHREIBUNG | deutscher Politiker (SED, PDS und Die Linke) |
| GEBURTSDATUM     | 17. Dezember 1948                            |
| GEBURTSORT       | Sangerhausen                                 |